# Sarcoglottis schaffneri
Sarcoglottis schaffneri là một loài thực vật có hoa trong họ Lan. Loài này được (Rchb.f.) Ames miêu tả khoa học đầu tiên năm 1905.